# Atomorpha minuscula
Atomorpha minuscula är en fjärilsart som beskrevs av Abel Dufrane. Atomorpha minuscula ingår i släktet Atomorpha och familjen mätare. Inga underarter finns listade i Catalogue of Life.